# Rojas (manzana)
Rojas es el nombre de una variedad cultivar de manzano (Malus domestica). Esta manzana es originaria de Galicia, está cultivada en la colección de árboles frutales y banco de germoplasma de Mabegondo con el Nº 109; ejemplares procedentes de esquejes localizados en San Xoán de Carballo, parroquia del municipio de Carballo (La Coruña).

## Sinónimos
- "Manzana Rojas",[4][5]
- "Maceira Rojas".

## Características
El manzano de la variedad 'Rojas' tiene un vigor vigoroso. Tamaño grande y porte erguido.
Época de inicio de brotación a partir del 21 de abril y de floración a partir del 14 de mayo.
Las hojas tienen una longitud del limbo de tamaño medio, con la máxima anchura del limbo es media. Longitud de las estípulas es corta y la máxima anchura de las estípulas es desconocido. Denticulación del borde del limbo es biondulado, con la forma del ápice del limbo acuminado y la forma de la base del limbo es cordiforme. Con subestípulas presentes.
Sus flores tienen una longitud de los pétalos corta, anchura de los pétalos es media, disposición de los pétalos en contacto
entre sí, con una longitud del pedúnculo corta.
La variedad de manzana 'Rojas' tiene un fruto de tamaño pequeño, de forma globoso-cónica, de color bicolor, con chapa lavada, e intensidad fuerte. Epidermis de textura suave, con pruina en su superficie y con presencia de cera débil. Sensibilidad al "russeting" (pardeamiento áspero superficial que presentan algunas variedades) muy poco sensible. Con lenticelas de tamaño mediano.
Los sépalos están dispuestos de forma variable, y variable en su base; su fosa calicina es profunda y de una anchura media. Pedúnculo de grosor grueso y de longitud corto, siendo la cavidad peduncular de una profundidad media y de anchura ancha. Con pulpa de color blanca, cuya firmeza es intermedia y su textura intermedia; su jugosidad es intermedia, con sabor de acidez media, y poco aromática.
Época de maduración y recolección desde 15 de octubre. 'Rojas' es una manzana que su destino es la conservación de esta variedad en el banco de germoplasma de Mabegondo como reserva genética.

## Susceptibilidades
- Oidio: ataque medio
- Moteado: no presenta
- Raíces aéreas: no presenta
- Momificado: no presenta
- Pulgón lanígero: ataque débil
- Pulgón verde: ataque medio
- Araña roja: no presenta
- Chancro del manzano: no presenta.[3]